# Nowotwór synchroniczny
Nowotwór synchroniczny – drugie niezależne pierwotne ognisko nowotworu u chorych występujące niemal jednoczasowo. Przyjmuje się, że jest to czas poniżej 2 miesięcy, po którym kolejne niezależne ognisko jest traktowane jako nowotwór metachroniczny.